# لژیون طلایی
لجیون گولد (انگلیسی: Legion Gold) یک بازی ویدئویی استراتژی نوبتی است که توسط اسلیترین در سال ۲۰۰۲ ساخته و عرضه شده‌است.

## گیم‌پلی
لژیون یک بازی جنگی تک‌نفره است. استراتژی نبرد شامل جنگیدن در زمین‌های مساعد با دشمنانی است که در برابر واحدهای بازیکن دارای مقاومت هستند. از دیگر ملاحظات بازی می‌توان به تصرف شهرهایی اشاره کرد که غذا، سنگ و چوب تولید می‌کنند. ارتقای ساختمان‌های شهر منجر به تولید واحدهای قوی‌تر می‌شود.  
هر واحد در لژیون نقاط قوت و ضعف، انواع حملات (نزدیک و دوربرد) و سلاح مخصوص به خود را دارد. این بازی در بستر تاریخی گسترش امپراتوری روم اتفاق می‌افتد، از فتح ایتالیا گرفته تا بریتانیا، هیسپانیا، گل و ژرمانیا.  
کمپین‌ها
لژیون گلد با هشت نقشه کمپین (شامل آموزش) ارائه می‌شود که هر کدام دارای سه سطح دشواری و گزینه‌هایی برای تنظیمات تاریخی و غیرتاریخی هستند. این نقشه‌ها به‌خوبی تحقیق شده‌اند و از نظر نام قبایل و موقعیت شهرها، با جغرافیای تاریخی مطابقت نزدیکی دارند.  

## توسعه
انتشار لجیون گولد در ۲۰۰۲ بود و یک نسخه برای آیپد نیز در ۳۱ دسامبر ۲۰۱۲ منتشر شد.

## بازخوردها
لجیون گولد در گیم‌زون نمره ۶٫۹ و در گیم‌ورتکس ۷٫۵ گرفته‌است.